# Kurhannoversche Landesaufnahme

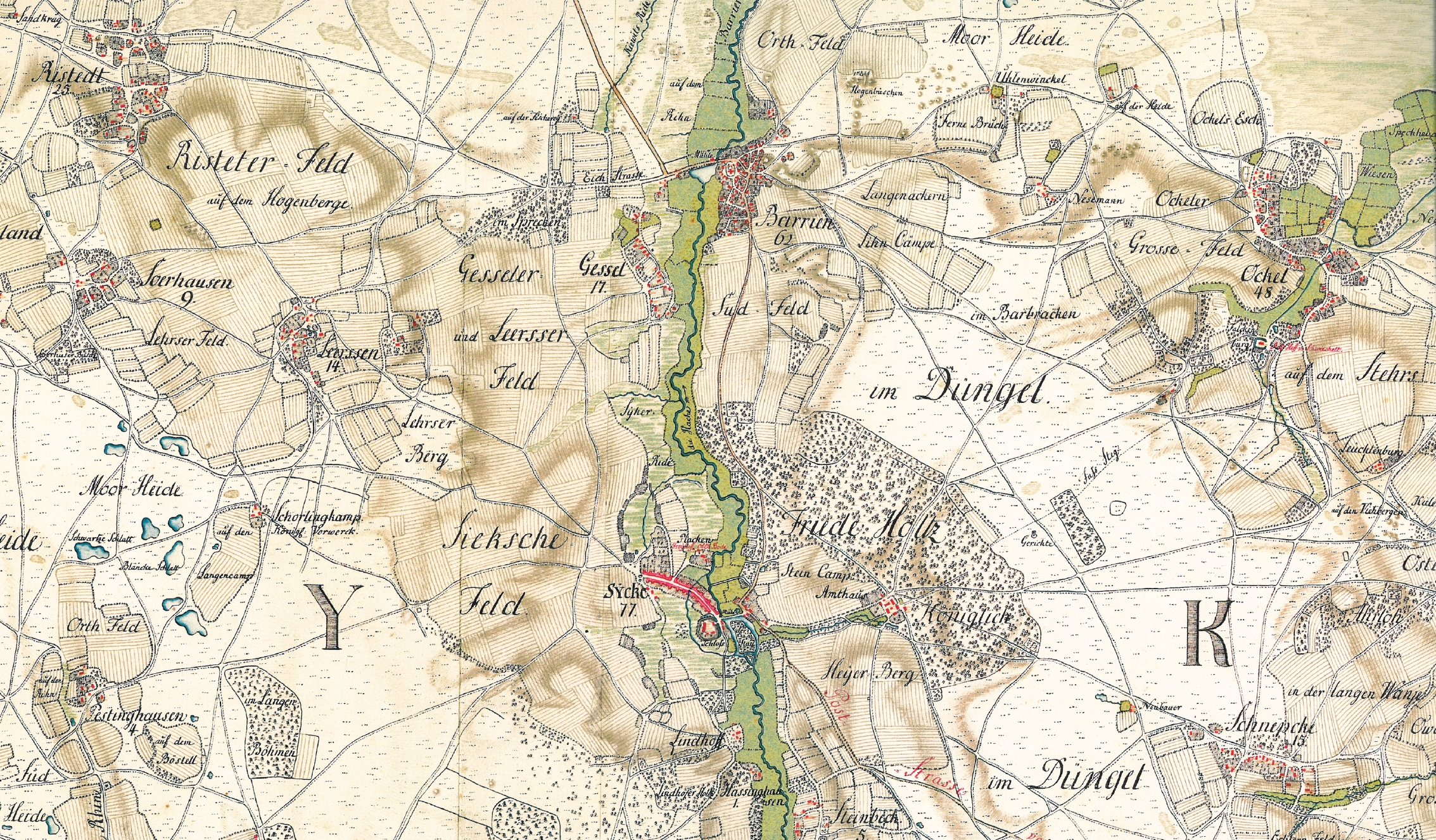
Die Stadt Syke in der Kurhannoverschen Landesaufnahme

Die Kurhannoversche Landesaufnahme war die erste umfangreiche  Landesaufnahme im Kurfürstentum Braunschweig-Lüneburg („Kurhannover“). Sie wird auch als Kurhannoversche Landesaufnahme des 18. Jahrhunderts bezeichnet.

## Beschreibung

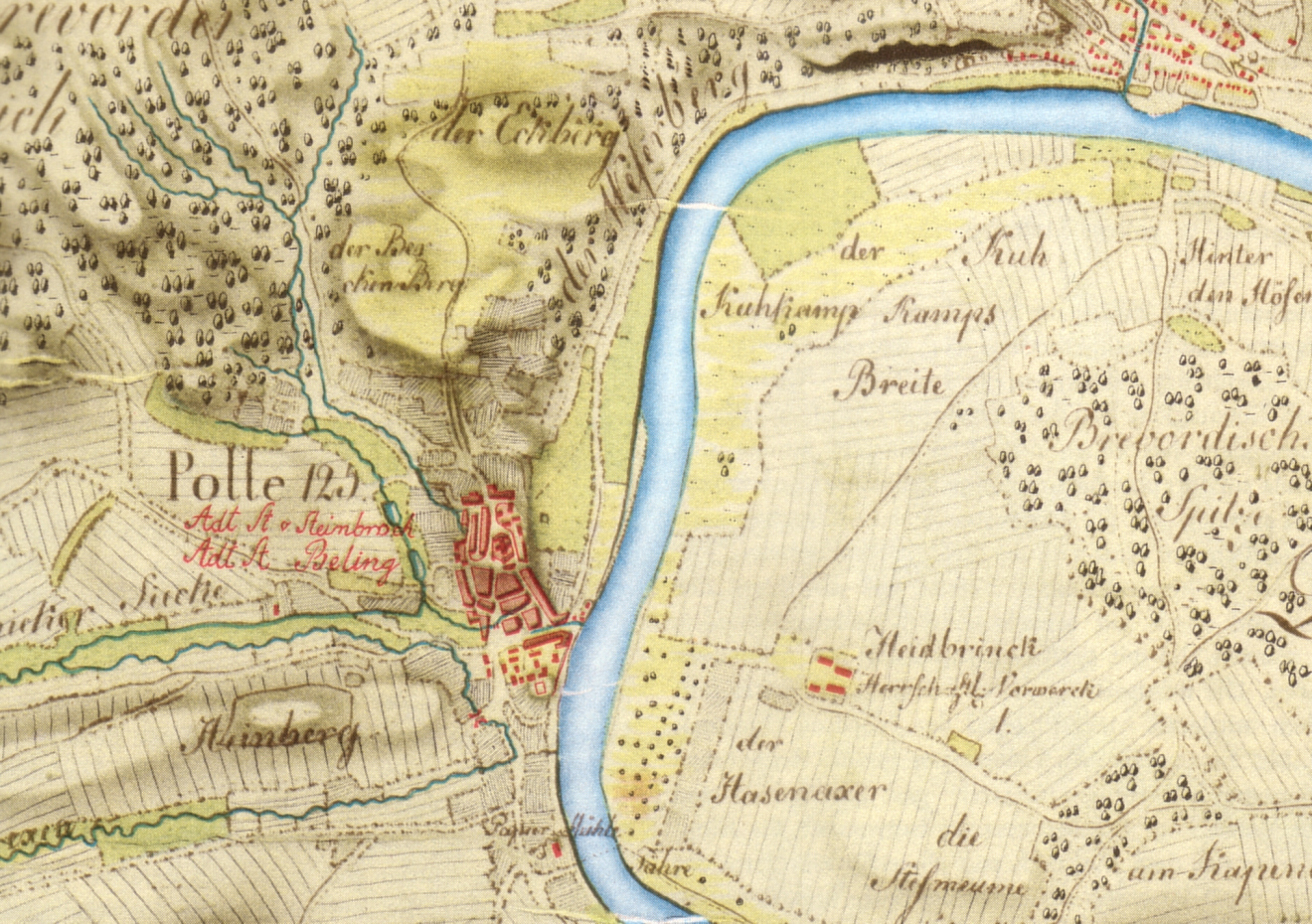
Polle an der Weser

Das Kartenwerk wurde durch die Offiziere Georg Josua Du Plat und Johann Ludewig Hogrewe des Hannoverschen Ingenieurkorps zwischen 1764 und 1784 im Maßstab 1:21.333⅓ aufgenommen und hatte 165 Blätter. Größere Städte und Festungen sind im Maßstab 1:2000 aufgenommen und Umgebungskarten von Städten im Maßstab 1:10.600. Von dem Kartenwerk, aus dem durch dreifache Verkleinerung eine „Militärkarte“ (Maßstab 1:64.000) und daraus eine „Generalkarte“ (Maßstab 1:192.000) entwickelt wurde, ist nur noch ein vollständiges Exemplar nachweisbar in der Berliner Stadtbibliothek. Das Landesamt für Geoinformation und Landesvermessung Niedersachsen (LGLN) bietet ein- und mehrfarbige, geringfügig verkleinerte Reproduktionen (Maßstab 1:25.000) des heute 165 Blätter umfassenden Kartenwerkes an.
Die Karten sind mit großer Sorgfalt nach einem einheitlichen Schema mit blauer und brauner Tusche, mit chinesischer Tinte, Carmin, Gummigutti, Berlinerblau und Grünspan gezeichnet. Auch sind die Darstellungen zum Teil plastisch erfolgt, da besondere oder öffentliche Gebäude einen kurzen Schlagschatten aufweisen. Äcker weisen Furchenzeichnungen auf, die die Pflugrichtung anzeigen. Beim Wald wird zwischen Laub- und Nadelwald ebenso wie zwischen lichter und dichter Bewaldung unterschieden. Es gibt durch eine hellgrüne Farbgebung bei Wiesenland eine Unterscheidung zu grauschwarzem Brachland. Bei Erhebungen wurde mit Schummerung und Schraffierung gearbeitet, wobei steile Hänge dunkler gezeichnet sind. Die Karten weisen zahlreiche Notizen auf, die zum Beispiel auf  Zugehörigkeiten, Besitz und lokale Verhältnisse hinweisen. Dabei sind die Namen von Adligen rot geschrieben. Bei Gebäuden ist die Zahl der Feuerstellen aufgeführt. Besonders genau und in unterschiedlichen Farben wurden Grenzen eingezeichnet, wie Landesgrenzen (rot), Ämtergrenzen (grün) und Gerichtsgrenzen (gelb). Gemeindegrenzen sind allerdings nicht enthalten.

## Bedeutung
Der besondere Wert des detaillierten Kartenwerks der Kurhannoverschen Landesaufnahme besteht heute darin, dass es ein unverfälschtes Bild der damaligen Landschaft noch vor den Umwälzungen durch die Französische Revolution vermittelt. Für die heutige Heimatforschung sind vor allem die angegebenen Flurnamen und Grenzen von großem Wert.

## Kartenwerke
- August Papen: Topographischer Atlas des Königreichs Hannover und Herzogtums Braunschweig auf dem Grund der von dem Geheimen Hofrath Gauss geleiteten vollständigen Triangulierung. Hannover 1832–1847.
- Franz Engel: Die Kurhannoversche Landesaufnahme des 18. Jahrhunderts. Erläuterungen zur Neuherausgabe des amtlichen historischen Kartenwerks im Maßstab 1:25.000 (mit Blattübersicht und Zeichenerklärung). 2. Auflage. Hannover, 1978.